# Boissy-Mauvoisin
Boissy-Mauvoisin is een gemeente in het Franse departement Yvelines (regio Île-de-France) en telt 586 inwoners (2004). De plaats maakt deel uit van het arrondissement Mantes-la-Jolie.

## Geografie
De oppervlakte van Boissy-Mauvoisin bedraagt 5,1 km², de bevolkingsdichtheid is 114,9 inwoners per km².
De onderstaande kaart toont de ligging van Boissy-Mauvoisin met de belangrijkste infrastructuur en aangrenzende gemeenten.

## Demografie
Onderstaande figuur toont het verloop van het inwonertal (bron: INSEE-tellingen).